# Charles Crahay
Charles Jean Albert Marie Edmond Crahay (Amberes, 9 de noviembre de 1889-fecha de fallecimiento desconocida) fue un deportista belga que compitió en esgrima, especialista en la modalidad de florete. Participó en tres Juegos Olímpicos de Verano entre los años 1920 y 1928, obteniendo una medalla de plata en París 1924 en la prueba por equipos.

## Palmarés internacional
| Juegos Olímpicos | Juegos Olímpicos | Juegos Olímpicos | Juegos Olímpicos    |
| Año              | Lugar            | Medalla          | Prueba              |
| ---------------- | ---------------- | ---------------- | ------------------- |
| 1924             | París (Francia)  | Medalla de plata | Florete por equipos |